# Каррен (Вісконсин)
Каррен (англ. Curran) — місто (англ. town) в США, в окрузі Джексон штату Вісконсин. Населення — 301 особа (2020).

## Демографія
Згідно з переписом 2010 року, у місті мешкали 343 особи в 136 домогосподарствах у складі 96 родин. Було 183 помешкання
Расовий склад населення:
| - 96,5 % — білих - 2,3 % — азіатів - 0,3 % — корінних американців - 0,3 % — чорних або афроамериканців |

До двох чи більше рас належало 0,6 %. Частка іспаномовних становила 0,0 % від усіх жителів.
За віковим діапазоном населення розподілялося таким чином: 24,8 % — особи молодші 18 років, 58,9 % — особи у віці 18—64 років, 16,3 % — особи у віці 65 років та старші. Медіана віку мешканця становила 44,5 року. На 100 осіб жіночої статі у місті припадало 100,6 чоловіків;  на 100 жінок у віці від 18 років та старших — 101,6 чоловіків також старших 18 років.
Середній дохід на одне домашнє господарство  становив 70 013 долари США (медіана — 65 750), а середній дохід на одну сім'ю — 79 830 доларів (медіана — 66 750). Медіана доходів становила 41 974 долари для чоловіків та 33 393 долари для жінок. За межею бідності перебувало 2,7 % осіб, у тому числі 0,0 % дітей у віці до 18 років та 9,8 % осіб у віці 65 років та старших.
Цивільне працевлаштоване населення становило 155 осіб. Основні галузі зайнятості: сільське господарство, лісництво, риболовля — 27,7 %, виробництво — 20,6 %, освіта, охорона здоров'я та соціальна допомога — 15,5 %.